# El llac George (Martin Johnson Heade)
El Llac George, o Lake George en el seu títol original en anglès, és un llenç de Martin Johnson Heade, datat d'any 1862. Martin Johnson Heade fou un pintor paisatgista estatunidenc, les obres del qual s'associen a l'Escola del Riu Hudson, concretament a la branca coneguda com a luminisme nord-americà.

## Introducció
L'estança de Heade a Boston, entre 1861 i 1863, fou un període molt important en la seva carrera, en el qual va experimentar amb diverses possibilitats artístiques i va realitzar força obres, especialment de vistes costaneres. El 1862, va pintar diversos llenços representant indrets amb roques, la terra nua i amb altres aspectes poc idíl·lics del paisatge. Aquesta pintura és la més ambiciosa d'aquella etapa, la seva obra de format més gran fins aquella data, i una de les més aclamades de tot el seu corpus pictòric.

## Temàtica
El Llac George és un tema anteriorment tractat diverses vegades en la pintura de paisatge estatunidenca, concretament pels pintors de l'Escola del Riu Hudson. Thomas Cole havia visitat per primera vegada aquest indret l'any 1826. Altres pintors de l'Escola del Riu Hudson que havien representat aquest llac foren Asher Brown Durand, l'any 1860, i Jasper Francis Cropsey, l'any 1865 circa. John Frederick Kensett el va representar diverses vegades entre 1860 i 1872, en obres com Vista del llac George.
Aquestes representacions se solien centrar en les seves aigües clares i plàcides, un cel boirós, i majestuoses muntanyes que arriben fins a la costa del llac. Heade va visitar el llac George l'any 1862, durant un viatge des del Llac Champlain i, a través de Maine, fins a la Passamaquoddy Bay. Tot i que la vista va ser presa des de l'Hotel Fort William Henry, Heade va representar el llac de manera ben poc turística. En lloc de majestuoses muntanyes i boires grisenques, va pintar una zona plana i una atmosfera molt clara. Va representar-lo conservant la seva aparença primitiva, però envoltat d'un entorn força prosaic, sense cap detall encisador. Heade representa troncs d'arbres morts que han caigut a la vora del llac, uns arbusts que s'esforcen a viure entre roques nues, i l'aigua del llac que gairebé no reflecteix l'entorn.

## Anàlisi de l'obra
A part d'un parell de minúscules embarcacions en la distància, només hi ha dos signes d'activitat humana: un home ajupit dins de l'aigua, intenta alliberar una barca d'unes roques vora la costa, i un parell de figures en una barca de rem -que deixa la seva estela- al costat esquerre del llenç. Els seus ocupants no semblen adonar-se de l'esforç del primer home. És com si Heade volgués mostrar l'aspror de la Natura, no suavitzada per cap ombra, evitant detalls o incidents delectables, i alhora suggerint que l'existència humana suporta també la mateixa duresa.
Heade devia d'haver vist les exposicions de pintures britàniques, incloent les dels pintors prerafaelites. Aquestes exposicions, realitzades a Nova York, Filadèlfia i Boston els anys 1857 i 1858, probablement van inspirar la nova etapa artística de Heade. De fet, és en aquesta pintura de l'any 1862 on possiblement més s'hi fa palesa la influència de John Ruskin i del prerafaelitisme. Representa una voluntat d'objectivitat, i de fer que la “no-bellesa” esdevingui un nou estàndard per a la Bellesa en si mateixa. Els colors són càlids i secs, i la llum permet veure-ho tot amb una claredat gairebé al·lucinant. Les roques són un detall singularment prerafaelita, potser pres de Charles Herbert Moore (1840-1930), un company seu al Tenth Studio Building de Nova York.